# Representational state transfer
Representational state transfer (REST) is een software-architectuur voor gedistribueerde mediasystemen zoals het wereldwijde web. De term werd geïntroduceerd en gedefinieerd in 2000 door Roy Fielding in zijn doctoraatsstudie. Fielding is een van de auteurs van de Hypertext Transfer Protocol (HTTP)-specificaties versie 1.0 en 1.1.
REST wordt veelal gebruikt voor het ontwerpen van application programming interfaces (API) voor het internet, op de HTTP-standaard, maar is niet gelimiteerd tot HTTP en ook toepasbaar buiten API’s. Een klikbare, interactieve website zoals Wikipedia voldoet bijvoorbeeld aan de REST-architectuur.